# Smart Arridge
Smart Atkinson Arridge (ur. 21 czerwca 1872 w Southwick, zm. 19 października 1947 w Bangorze) – walijski piłkarz występujący na pozycji obrońcy.
W barwach Evertonu rozegrał 51 spotkań w Division One. Zadebiutował w tych rozgrywkach 30 grudnia 1893 w wygranym 7:1 meczu z West Bromwich Albion.
W reprezentacji Walii zadebiutował 27 lutego 1892 w zremisowanym 1:1 meczu British Home Championship przeciwko Irlandii. Łącznie rozegrał osiem spotkań w drużynie narodowej, a w jednym z nich pełnił funkcję kapitana.